# Gammarus unguiserratus
Gammarus unguiserratus is een vlokreeftensoort uit de familie van de Gammaridae. De wetenschappelijke naam van de soort is voor het eerst geldig gepubliceerd in 1853 door Costa.